# BON VOYAGE!
「BON VOYAGE!」（ボン・ヴォヤージュ）は、Bon-Bon Blancoの6枚目のシングル。2004年1月14日に発売された。

## 概要
フジテレビ系アニメ『ONE PIECE』4thオープニングテーマ。
オリコンウィークリーチャートで10位以内に入った唯一のシングル。

## 収録曲
1. BON VOYAGE!
作詞：佐々木美和／作曲・編曲：大島こうすけ
2. ありがとう I Love You, yet
作詞：凛々／作曲：Toshiaki／編曲：小澤正澄
3. BON VOYAGE! -Instrumental-

| テレビアニメ『ONE PIECE』オープニングテーマ 2003年10月19日 - 2004年10月10日 |                                |                                 |
| 前作: ザ・ベイビースターズ 『ヒカリへ』                                     | Bon-Bon Blanco 『BON VOYAGE!』 | 次作: BOYSTYLE 『ココロのちず』 |

## カバー
- ぁぃぁぃ（2020年、アルバム「ONE PIECE MUUUSIC COVER ALBUM」に収録）